# Sickle Nunatak
Der Sickle Nunatak (englisch für Sichel-Nunatak) ist ein Nunatak im ostantarktischen Viktorialand. Auf der Ostseite der Morozumi Range der Usarp Mountains ragt er an der Nordseite des Eingangs zum Jupiter-Amphitheater auf.
Teilnehmer einer von 1967 bis 1968 dauernden Kampagne im Rahmen der New Zealand Geological Survey Antarctic Expedition nahmen die deskriptive Benennung vor.